# Aeroportul Celaque
Aeroportul Celaque (IATA: GAC, ICAO: MHGS) este un aeroport din Honduras ce deservește zona Gracias⁠(d).
Situat la o altitudine de 913 m, aeroportul dispune de o singură pistă.